# Luzula pilosa
Espèce
Classification APG III (2009)
La Luzule printanière, Luzula pilosa, est une espèce végétale vivace forestière acidiphile, de la famille des Juncaceae.

## Synonyme
Luzula vernalis (Reichard) DC.

## Description
- Hauteur : 15-30 cm
- Période de floraison : mars à mai
- Formation biologique : hémicryptophyte cespiteux
- Zone d'habitat : forêts, principalement celles à humus légèrement acidifié (espèce plutôt acidiphile), haies, coupes forestières
- Pollinisation : anémogame
- Dissémination : myrmécochore
- Type de fruit : capsule à 3 graines